# Nowa Hermanowszczyzna
Nowa Hermanowszczyzna (biał. Новая Германоўшчына; ros. Новая Германовщина) – dawny chutor na Białorusi, w obwodzie witebskim, w rejonie brasławskim, w sielsowiecie Widze.

## Historia
W czasach zaborów w granicach Imperium Rosyjskiego.
W latach 1921–1945 ówczesny zaścianek leżał w Polsce, w województwie nowogródzkim (od 1926 w województwie wileńskim), w powiecie brasławskim, w gminie Widze.
Według Powszechnego Spisu Ludności z 1921 roku zamieszkiwało tu 11 osób, wszystkie były wyznania rzymskokatolickiego i zadeklarowały polską przynależność narodową. Były tu 2 budynki mieszkalne. W 1931 w 6 domach zamieszkiwało 20 osób.
Miejscowość należała do parafii rzymskokatolickiej w Twereczu. Podlegała pod Sąd Grodzki w Turmoncie i Okręgowy w Wilnie; właściwy urząd pocztowy mieścił się w Twereczu.
Miejscowość została zlikwidowana w 2016.